# گرترود شتفانک
گرترود شتِفانِک (مجاری: Gertrúd Stefanek؛ زادهٔ ۵ ژوئیهٔ ۱۹۵۹) شمشیرباز زن اهل مجارستان است.
وی در مسابقات کشوری و بین‌المللی در مجموع برندهٔ ۲ مدال برنز شده‌است.